# Long Kuan Jiu Duan
Long Kuan Jiu Duan (Chino: 龙宽九段), fue un dúo musical de China de música electrónica. Su trayectoria artística solo duró dos años, entre el 2002 hasta el 2004 y el 2005 se disolvió. El dúo estuvo formado por la cantante femenina Long Kuan (龙 宽) y el guitarrista Jiu Duan ("九段" cuyo nombre verdadero es Tian Peng 田 鹏).

## Discografía
- Wo ting zhezhong yinyue de shihou zui ai ni 我听这种音乐的时候最爱你 CD
- Shijue luxing 视觉旅行 DVD